# Megaselia tenebricior
Megaselia tenebricior är en tvåvingeart som beskrevs av Rudolf Beyer 1967. Megaselia tenebricior ingår i släktet Megaselia och familjen puckelflugor. Inga underarter finns listade i Catalogue of Life.